# Gustav Türk
Gustav Türk (geboren am 6. April 1870 in Kreuzburg O.S.; gestorben 1948 in Cosel) war ein deutscher Klassischer Philologe, Klassischer Archäologe, Bibliothekar und Gymnasiallehrer.

Gustav Türk, Sohn von Gustav Türk und Bertha Türk, geborene Golka, besuchte ab 1876 die Schule, ab 1879 das Gymnasium in Ratibor, wohin seine Eltern umgezogen waren. Das Abitur legte er 1888 unter dem Vorsitz von Richard Thiele ab. Im Anschluss studierte er Klassische Philologie und Archäologie an der Schlesischen Friedrich-Wilhelms-Universität Breslau, wo er 1894 mit einer Dissertation über Hylas, den Gefährten des Herakles in der griechischen Mythologie, promoviert wurde und die philologische Staatsprüfung für das Lehramt ablegte. Erste Aufsätze folgten. Ab 1898 war er Bibliothekar an der Stadtbibliothek Breslau, wechselte aber 1904 als Oberlehrer in den gymnasialen Schuldienst. Vom 1. April 1905 bis zu seinem Eintritt in den Ruhestand zum 1. Oktober 1932 war er Oberlehrer am Magdalenengymnasium in Breslau.
Bereits während seiner Zeit als Bibliothekar begann Türk, zu Wilhelm Heinrich Roschers Ausführlichen Lexikon der griechischen und römischen Mythologie beizutragen und setzte dies auch als Lehrer bis zum 1924 publizierten fünften Band fort. Neben zahlreichen kleineren Artikeln steuerte er umfangreiche Bearbeitungen, etwa zu den Lemmata Paris, Philoktetes oder Phoinix, bei. Dabei waren seine philologisch-archäologischen Beiträge zur griechischen Mythologie seinerzeit nicht unumstritten und bereits seine Dissertation wurde von dem wenig älteren Georg Knaack in den Göttingischen Gelehrten Anzeigen scharf rezensiert. Ab Ende der 1920er Jahre bearbeitete er Lemmata für Paulys Realencyclopädie der classischen Altertumswissenschaft (RE), eine Mitarbeit, die bis 1940 anhielt und zu über 200 Beiträgen führte.
Dem ehemaligen Professor für Klassische Philologie und Archäologie in Breslau, August Rossbach, setzte er 1907 in der Allgemeinen Deutschen Biographie ein Denkmal. Mit Alfons Hilka, Konrad Wutke, Franz Skutsch, Richard Wünsch und Konrat Ziegler – allesamt damals in Breslau wirkende Philologen – gab er 1915 den Katalog der klassisch lateinischen Codices der Stadtbibliothek Breslau heraus. Darüber hinaus lieferte Türk Beiträge zur Geschichte Breslaus und Schlesiens, etwa zusammen mit Konrad Wutke, dessen Schriftenverzeichnis er 1941 auch zusammenstellte.

## Publikationen (Auswahl)
- De Hyla. Pars I. Dissertatio inauguralis philologica (= Breslauer Philologische Abhandlungen. Band 7, Heft 4). Koebner, Breslau 1894 (Digitalisat).